# Grad de protecție
Gradul de protecție  sau indicele de protecție IP (engleză - International Protection Marking, Ingress Protection Marking) este un standard internațional ce clasifică și evaluează gradul de etanșeitate pentru diferite carcase, dispozitive și aparate. Este definit în standardul internațional EN 60529, publicat de Comisia Electrotehnică Internațională (CEI).

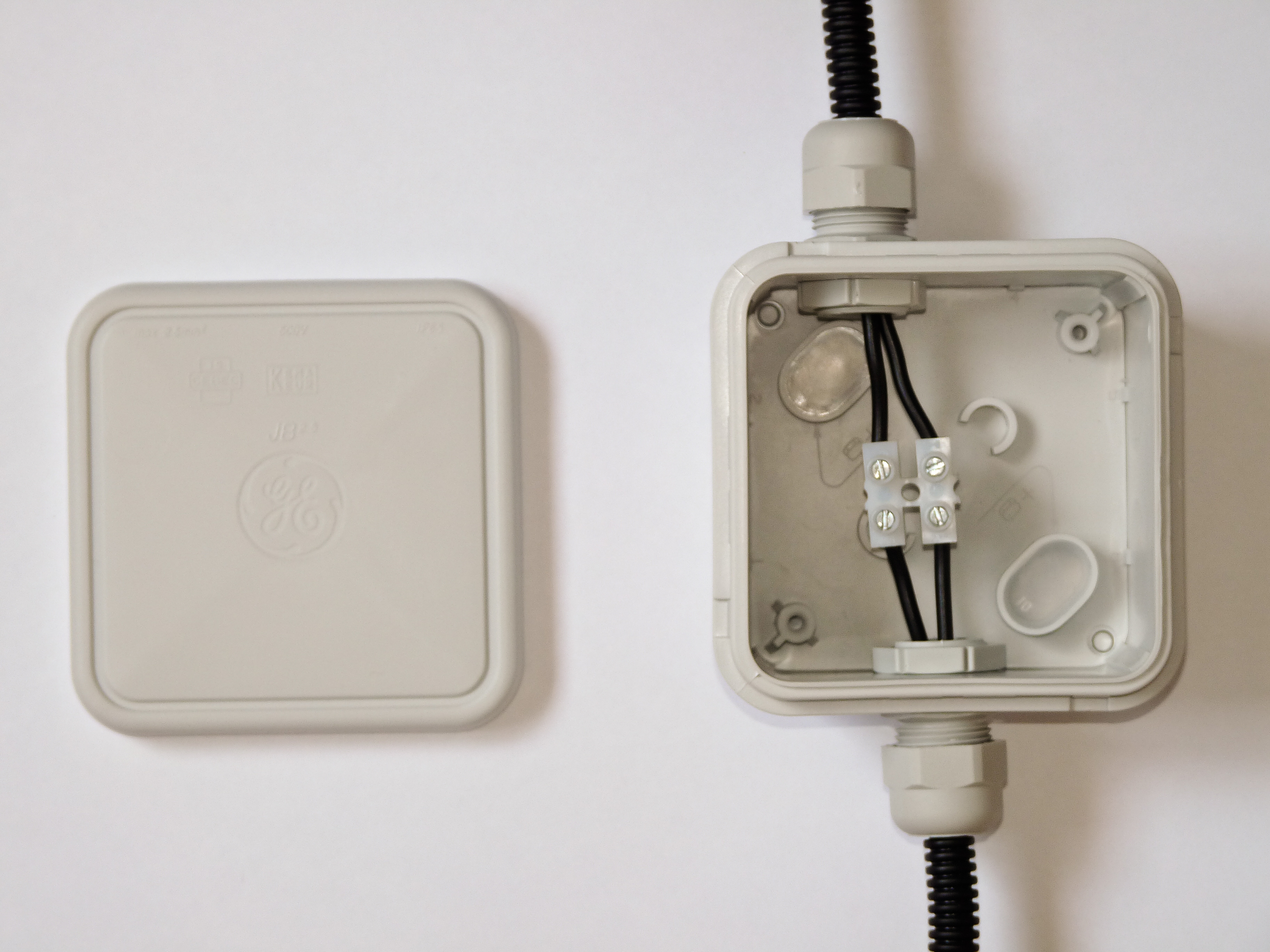
Carcasă cu grad de protecție IP65

În practică, indicele de protecție are forma IPXX, indicat prin două cifre (și/sau litere) care urmează prefixului IP. De exemplu, IP69 (pronunțat „IP șase-nouă”).

## Clasificare IP
Cifrele care apar după IP au fiecare o anumită semnificație. Prima cifră indică gradul de protecție umană față de piesele mobile, precum și protecția echipamentului de corpuri străine. Al doilea număr indică gradul de protecție al echipamentului împotriva pătrunderii apei sub diferite forme (vapori, picături, jet, etc). 

## Nivelurile de rezistență la pătrunderea de corpuri solide, obiecte mici și praf (prima cifră după IP)
- 0: Fără protecție
- 1: protecție împotriva obiectelor mai mari de 50 mm, de exemplu mâna
- 2: protecție împotriva obiectelor mai mari de 12,5 mm, de exemplu degetul
- 3: protecție împotriva obiectelor mai mari de 2,5 mm, de exemplu șurubelnița
- 4: protectie împotriva obiectelor mai mari de 1 mm, de exemplu cele mai multe fire, șuruburi mici
- 5:  protecție la praf (praful poate pătrunde doar în cantități extrem de mici și nu afectează funcționarea dispozitivului)
- 6: protecție totală la praf

### (Al doilea număr) Nivelurile de rezistență la pătrunderea lichidelor
- 0: - Fără protecție
- 1: – obiectul este protejat împotriva picăturilor de apă
- 2: – obiectul este protejat împotriva picăturilor de apă care cad la un unghi de 15 grade
- 3: – obiectul este protejat împotriva pulverizării de apă până la un unghi maxim de 60 de grade
- 4: – obiectul este protejat împotriva stropirii cu apă indiferent de unghi
- 5: – obiectul este protejat împotriva jeturilor de apă pulverizată printr-o duză de 6,3 mm la un debit de 12,5 litri pe minut, timp de 3 minute, de la o distanță de 3 m
- 6: – obiectul este protejat împotriva jeturilor de apă pulverizată printr-o duză de 12,5 mm la un debit de 100 litri pe minut, timp de 3 minute, de la o distanță de 3 m
- 6k: – obiectul este protejat împotriva jeturilor de apă pulverizată printr-o duză de 6,3 mm la un debit de 75 litri pe minut, timp de 3 minute, de la o distanță de 3 m (presiunea de apă a unui hidrant)
- 7: – obiectul este protejat împotriva scufundării în apă până la 1 m adâncime timp de maximum 30 de minute
- 8: – obiectul este protejat împotriva scufundării în apă la mai mult de 1 m adâncime (datele exacte diferă în funcție de producător)
- 9X: – obiectul este protejat împotriva jeturilor de apă la presiune mare, temperatură ridicată și debit mare (un astfel de jet de apă poate fi fatal pentru om).[2][3]

### Litere suplimentare
Se pot adăuga litere pentru a furniza informații suplimentare despre protecția oferită de dispozitiv:
- f: rezistent la ulei
- H: dispozitiv de înaltă tensiune
- M: dispozitiv în mișcare în timpul testului de apă
- S: dispozitiv staționar în timpul testului de apă
- W: condiții de mediu[4]